# Верба (переносний зенітно-ракетний комплекс)
«Верба» (індекс ГРАУ — 9К333, ракета — 9М336) — російський переносний зенітно-ракетний комплекс, призначений для ураження повітряних цілей на малих висотах на зустрічних і навздогінних курсах в умовах впливу помилкових теплових перешкод. З високою ймовірністю вражає цілі з малим випромінюванням — крилаті ракети та БПЛА.

## Історія
Комплекс 9К333 «Верба» створений для заміни 9К38 «Ігла».
Ракета 9М336 комплексу 9К333 оснащена інфрачервоною трьохдіапазонною головкою самонаведення, твердопаливним двигуном, що дозволяє вражати повітряні цілі на відстані понад 6 км і на висоті понад 4 км.
Нова голівка самонаведення стала головною відмінністю від попередніх систем — вона працює у трьох діапазонах: ультрафіолетовому, близькому до інфрачервоного, та інфрачервоному. Використання нових сенсорів дозволяє поліпшити захист від засобів протидії — теплових пасток, лазерних осліплювачів, тощо.
В комплекс входить автоматизована система управління (АСУ), що виконує виявлення повітряних цілей, в тому числі групових, визначення параметрів їх польоту, а також розподіл знайдених цілей між зенітниками з урахуванням їх розташування.
Перша публічна презентація комплексу має відбутись на виставці озброєнь «DEFEXPO India — 2016», яка відбудеться 28-31 березня 2016 року в південному Гоа.
За умови використання тепловізійного прицілу 1ПН97М «Маугли-2М» оператор «Верби» має змогу вести вогонь уночі та в умовах обмеженої видимості.

## Склад комплексу

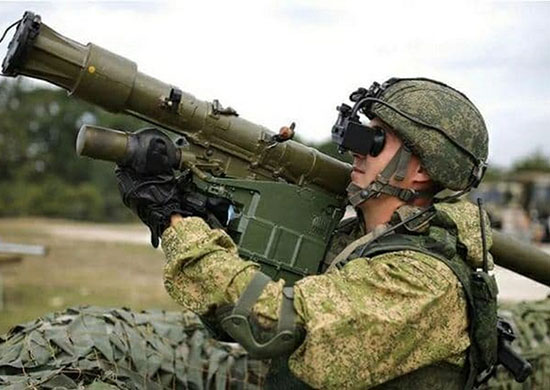
Зенітник російської військової бази в Таджикистані з ПЗРК «Верба»

До складу комплексу 9К333 «Верба» належать:
- ракета 9М336
- пусковий механізм 9П521
- наземний радіолокаційний запитувач «свій — чужий» 1Л229В
- рухомий контрольний пункт 9В861
- малогабаритний радіолокаційний виявлювач 1Л122
- модуль планування 9С931
- модуль розвідки та керування 9С932−1
- переносний модуль керування вогнем 9С933 (в бригадному комплекті)
- вбудований монтажний комплект 9С933−1 (в дивізійному комплекті)
- комплект засобів автоматизації стрільця-зенітника 9С935
- навчально-тренувальні засоби

## Тактико-технічні характеристики
- Маса БЧ, кг: 1,5
- Дальність дії, м: 500-6400
- Висота ураження, м: 10-4500
- Швидкість цілі, м/с: до 500 (1800 км/год)
- Час реакції ПЗРК, сек.: До 8

## Бойове застосування

### Російсько-українська війна
6 червня 2014 року російськими терористами зі складу так званої «ДНР» був збитий Ан-30Б ВПС України, що здійснював спостережний політ над окупованим, на той час, Слов'янськом. Внаслідок загинуло 5, поранено 3 пасажирів та членів екіпажу літака.
Під час відбиття повномасштабної російської збройної агресії українським військовим вдалось отримати всі складові комплексу: пускові установки 9К333 у звільненому Гостомелі, ракети 9М336 у селищі Мала Рогань. Було захоплено і комплект засобів автоматизації стрільців-зенітників 9С935, а під Ірпенем — комплекс автоматизації ППО «Барнаул-Т», призначений, зокрема, для управління стрільбою ПЗРК «Верба».

## На озброєнні
- Росія — зенітний полк 98-ї гвардійської повітряно-десантної дивізії[1][5]. Протягом 2014—2015 років комплекси Верба з системою Барнаул-Т отримали підрозділи повітряно-десантних військ у Новоросійську, Іваново, Тулі та Пскові[11]. Слід зазначити, що підрозділи 98-мої повітряно-десантної дивізії були помічені на захопленому російськими терористами сході України[12][13].